# سامسونج جالكسي تاب إس 8.4
سامسونج جالاكسي تاب إس 8.4 (بالإنجليزية: Samsung Galaxy Tab S 8.4)‏ هو حاسوب لوحي من إلكترونيات سامسونج ضمن سلسلة سامسونج جالكسي تاب يعمل بنظام أندرويد تم الكشف عنه في 12 يونيو 2014، تم طرحه في الأسواق في يوليو 2014.

## الخصائص
- نظام التشغيل: أندرويد
- الكاميرا الأمامية: 2.1 ميجابكسل
- الكاميرا الخلفية: 8 ميجابكسل
- الشاشة: 2560×1600
- الوزن: WiFi: 294 غ (0.648 رطل), 4G/LTE: 298 غ (0.657 رطل)
- المعالج: 2.3 جيجا هرتز رباعي النواة
- الذاكرة: 3 جيجابايت
- التخزين: 128 جيجابايت

## وصلات خارجية
- الموقع الإلكتروني